# Wang Yan (judoczka)
Wang Yan (ur. 28 sierpnia 1994) – chińska judoczka.
Uczestniczka mistrzostw świata w 2018 i 2019. Startowała w Pucharze Świata w 2019. Brązowa medalistka igrzysk azjatyckich w 2018. Wicemistrzyni Azji w 2021; trzecia w 2019. Wygrała igrzyska wojskowe w 2019 roku.